# Róbert Gátai
Róbert Gátai (Budapest, 26 maggio 1964) è un ex schermidore ungherese, vincitore di una medaglia di bronzo nella scherma ai giochi olimpici.